# Virgem do Pilar
A Virgem do Pilar (em castelhano: Virgen del Pilar) ou Nossa Senhora do Pilar é uma invocação mariana católica, padroeira de Saragoça e de Aragão, venerada na Catedral-Basílica de Nossa Senhora do Pilar, em Saragoça, na Espanha. O titulo de Nossa Senhora do Pilar é o mais antigo da Virgem Maria.

## História
Segundo a tradição católica, nos primeiros dias do cristianismo, os apóstolos de Jesus espalharam o evangelho por todo o mundo conhecido, com Santiago Maior, evangelizando na Hispânia romana. Ele enfrentou grandes dificuldades em seus esforços missionários e enfrentou severo desânimo. Em 40 d.C., enquanto ele orava a margem do Ebro em César Augusta, Saragoça, Maria bilocou-se de Jerusalém, onde morava na época, aparecendo a Santiago, acompanhada por milhares de anjos, para consolá-lo e encorajá-lo.
Algumas das primeiras evidências arqueológicas da devoção mariana em Saragoça são encontradas em túmulos cristãos que datam dos dias romanos, que parecem ter imagens representando a Assunção da Bem-Aventurada Virgem. No século IV, é atestada a presença de imagens votivas colocadas em colunas ou pilares. O mais antigo testemunho escrito de devoção à Santíssima Virgem em Saragoça é geralmente identificado como o de Pedro Librana em 1155. Há evidências de que o local atraiu peregrinos de toda a Península Ibérica durante o século XIII, por exemplo, refletidos em a obra Milagros de Nuestra Señora, de Gonzalo de Berceo, datada da década de 1250 ou início da década de 1260. A denominação Santa María del Pilar é atestada em 1299. A alegação de que a primeira igreja foi a mais antiga da Hispânia, construída em 40 d.C. por Santiago, é registrada pela primeira vez em 1318. O fato é que, nos primórdios da comunidade cristã em Saragoça, foi construída uma pequena capela às margens do rio Ebro em homenagem a Nossa Senhora. A capela foi, sucessivamente, reconstruída e ampliada ao longo dos séculos, até se converter na atual Catedral-Basílica de Nossa Senhora do Pilar.
A tradição da aparição mariana remonta ao século XV: em 1434 ou 1435, um incêndio destruiu o retábulo de alabastro. O retábulo de substituição apresenta representações em baixo-relevo da aparição mariana. A imagem da Virgen del Pilar venerada hoje também data desse período. Foi executado em estilo gótico tardio de Juan de la Huerta.
O Papa Calisto III, em uma bula emitida em 23 de setembro de 1456, declara uma indulgência de sete anos para quem visita Nossa Senhora de Zaragoza. O texto do touro menciona especificamente um pilar, sugerindo pela primeira vez a existência de uma imagem conhecida como Nossa Senhora do Pilar. O dia da festa de 12 de outubro foi oficialmente apresentado pelo Conselho de Saragoça em 1640.
Segundo o relato de María de Ágreda (m. 1665) em sua Cidade Mística de Deus, Maria, mãe de Jesus foi transportada de Jerusalém para a Hispânia durante a noite, em uma nuvem carregada por anjos. Durante a jornada, os anjos também construíram uma coluna de mármore e uma imagem em miniatura de Maria com o Menino Jesus.
Segundo uma visão da freira alemã Anna Catarina Emmerich (1774-1824), Maria teria aparecido diante do apóstolo Santiago quando este se encontrava em Saragoça, na Espanha, no século I. Maria estaria envolta em uma coluna de luz e lhe teria ordenado a construção de um templo naquela localidade.

## Imagem

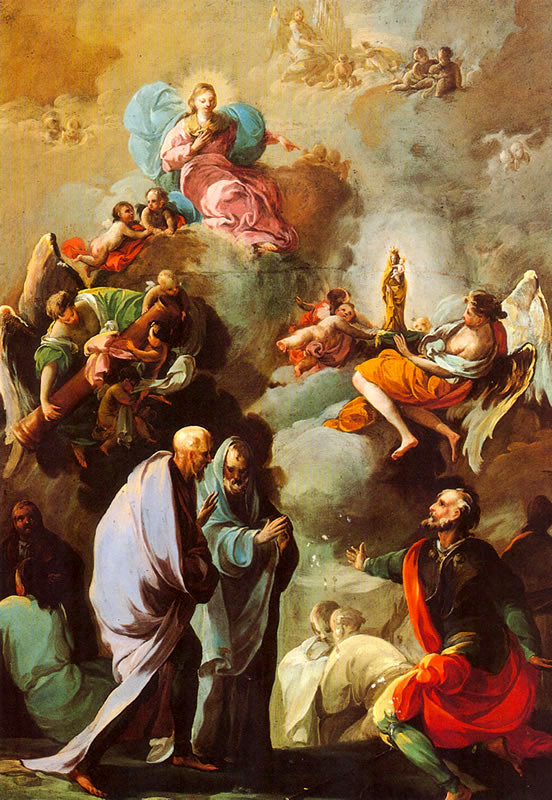
Aparição mariana a Santiago e aos seus dicípulos saragoçanos; de Goya c. 1769

Um incêndio em 1434 queimou a igreja que precedeu a atual basílica. A construção da atual Basílica de Nossa Senhora do Pilar, Saragoça, começou em 1681 e terminou em 1711.
A estátua de madeira da Virgem Maria é de estilo gótico tardio. Tem 39 centímetros de altura, em um pilar de jaspe com uma altura de 1,8 metros. A estátua mostra Maria com o Menino Jesus no braço esquerdo, que tem uma pomba na palma da mão esquerda.
Parece que a crença popular em alguns casos pode estar inclinada a considerar a imagem de Saragoça como milagrosa, esculpida pelos anjos ao transportar Maria de Jerusalém para Saragoça (Saragoça); essa tradição mística remonta a Maria de Ágreda (m. 1665), ela mesma objeto de frequente "bilocação mística" (isto é, ela relatou que costumava ser "transportada pela ajuda dos anjos"), que explicava esse efeito em sua Cidade Mística de Deus; no entanto, diferentemente da tradição da própria aparição mariana, a origem milagrosa da imagem não faz parte da tradição reconhecida pela Santa Sé como canônica.
Desde o século XVI, o pilar é geralmente coberto por uma capa em forma de saia chamada manto "manto". No seu conjunto, é protegido por uma caixa de bronze e depois outra caixa de prata. A imagem foi coroada canonicamente em 1905 durante o pontíficado do Papa Pio X. A coroa foi projetada pelo marquês de Griñi, avaliado em 450 000 pesetas (cerca de US $ 2,6 milhões em 2017).

## Dia da festa

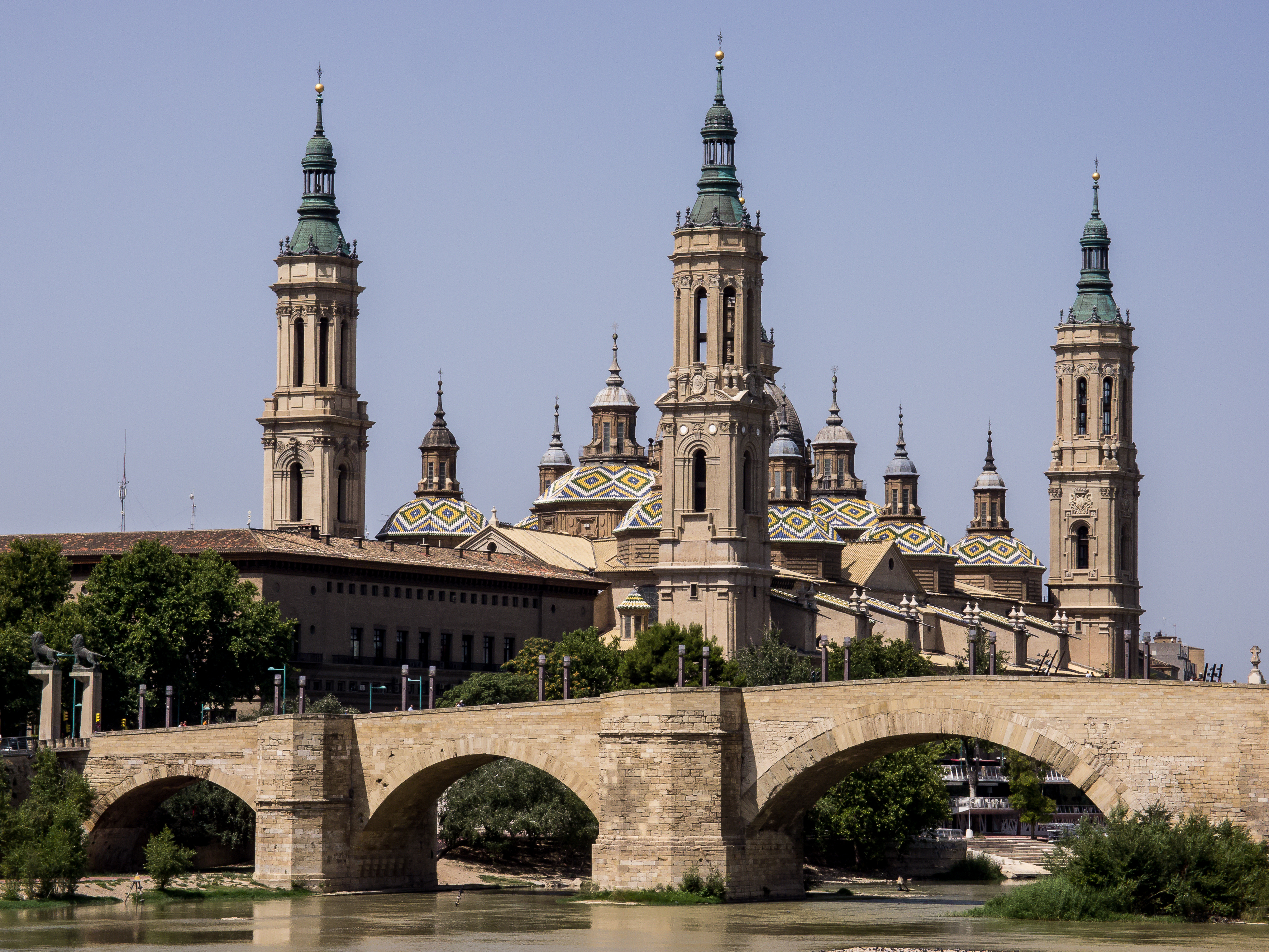
Basílica do Pilar em Saragoça

A festa de Nossa Senhora do Pilar é comemorada em 12 de outubro, e ela é a padroeira de Saragoça, Aragão, Correos, Guarda Civil. Um grande festival de nove dias, conhecido como Fiestas del Pilar, é comemorado em Saragoça todos os anos em sua homenagem. As modernas Festas do Pilar, como se desenvolveram desde o século XIX, começam no final de semana anterior a 12 de outubro e terminam no domingo após 12 de outubro (ou seja, passam de 5 a 13 e 11 a 19 de outubro). Eles foram declarados como "feriado nacional de interesse turístico" pelo Ministério do Comércio e Turismo em 1980.
No dia 12 de outubro coincide com o dia do ano de 1492, quando a terra foi vista pela primeira vez na Primeira Viagem de Colombo, a Fiesta de la Raza Española, proposta pela primeira vez em 1913 por Faustino Rodríguez-San Pedro e Díaz-Argüelles (depois nos EUA). Apelidado de "Dia de Colombo", pois Colombo tende a ser considerado italiano e não espanhol, sendo que na América do Norte cai na mesma data. A Festa da Raza Espanha foi declarada feriado nacional da Espanha em um decreto de Antonio Maura e do rei Afonso XIII de 1918. O nome alternativo Día de la Hispanidad foi proposto no final da década de 1920 por Ramiro de Maeztu, com base em uma sugestão de Zacarías de Vizcarra. Após a Guerra Civil, em 12 de outubro de 1939, a Día de la Raza foi celebrada em Zaragoza, presidida por Francisco Franco, com uma devoção especial à Virgen del Pilar. O vice-secretário de Relações Exteriores do Chile, Germán Vergara Donoso, comentou que "o profundo significado da celebração foi a íntima interpenetração da homenagem à Raça e a devoção a Nossa Senhora do Pilar, ou seja, o símbolo da união cada vez mais extensa entre os Estados Unidos e Espanha". O nome de Día de la Hispanidad foi introduzido como o nome oficial do feriado nacional em um decreto de 9 de janeiro de 1958. Durante a transição para a democracia, houve uma proposta de mudar o dia nacional para 6 de dezembro, o dia de adoção da constituição, mas no final, em um decreto de 1982, foi retido o dia 12 de outubro, sob o nome de Festa Nacional de Espanha e Dia da Hispanidade. Em 1987, o nome foi reduzido a apenas Dia da Festa Nacional da Espanha.

## Milagres
Atribui-se a intercessão de Nossa Senhora do Pilar diversos milagres, um dos mais conhecidos e documentados é o milagre da Calanda. No dia 3 de agosto de 1637, um empregado agrícola, Miguel Juan Pellicer (1617-1647), nascido em Calanda, numa família de sete irmãos, caiu de um reboque, em Castellon de la Plana. Uma roda atingiu-lhe a perna direita, esmagando “o centro da tíbia”. Ele foi acolhido no hospital de Valência. Sentindo dores insuportáveis, decidiu viajar até Saragoça para se colocar sob a proteção da Virgem do Pilar. A viagem durou cinqüenta dias “de carona em carona”. Era preciso percorrer 300 quilômetros sob um sol violento. Em inícios de outubro, finalmente, o jovem chegou a Saragoça. Estava extenuado, sentia-se morrer e, arrastando-se, de joelhos, até o santuário, entregou-se à Virgem do Pilar: “Salva-me pois estou morrendo!”
Apesar de ter sido internado no Hospital de Saragoça e de ter recebido tantos e diferentes remédios, não foi curado. No final do mês, sua perna foi amputada “quatro dedos acima do joelho“, única solução para salvar-lhe a vida. Só obteve alta um ano após, na primavera de 1638, tendo recebido muletas, perna artificial e uma carteirinha que lhe permitia exercer a atividade de mendicância. Reduzido à mendicidade, pedia esmolas em frente ao santuário, mas foi reconhecido por alguns peregrinos, habitantes de Calanda, que o incentivaram a retornar à casa dos pais.
Na quinta-feira, 29 de março de 1640, entre 22 e 23 horas, Miguel Juan Pellicer jantou com os genitores, dois vizinhos e um soldado da cavalaria, que estava de passagem, a quem a família ofereceu hospedagem, justamente, o quarto do filho. Sem o seu catre, Miguel adormeceu, então, no quarto dos pais. Pouco depois, a mãe do jovem entrou no quarto e sentiu intenso perfume “como de Paraíso” e percebeu que dois pés se mostravam, fora da coberta. Chamou, então, o pai e os ambos pensaram que se tratava do soldado que teria errado de quarto, mas, ao levantarem a coberta, descobriram que era o próprio filho e que a perna amputada reaparecera, com as mesmas características e cicatrizes e um círculo vermelho no local onde fora amputada!
Um processo canônico teve início em 5 de junho de 1640. No dia 22 de abril de 1641, o ayuntamiento de Calanda elegeu Nossa Senhora do Pilar como padroeira da cidade. Em seguida, no dia 27 do mesmo mês, Monsenhor Apaolaza, Arcebispo de Saragoça, anunciou:
| “ | Nós dizemos, pronunciamos e declaramos que Miguel Juan Pellicer (…) recuperou, milagrosamente, a perna direita que havia sido amputada; esta restituição não foi obra da natureza, mas foi operada de maneira admirável e milagrosa e deve ser registrada como um milagre”. | ” |